# Polyrhachis moeschi
Polyrhachis moeschi är en myrart som beskrevs av Auguste-Henri Forel 1912. Polyrhachis moeschi ingår i släktet Polyrhachis och familjen myror. Inga underarter finns listade i Catalogue of Life.